# 伊藤勝久
伊藤 勝久（いとう かつひさ、1956年1月 - ）は、日本の農学者。島根大学生物資源科学部教授。

## 経歴
1980年京都大学農学部卒業。1982年京都大学大学院農学研究科修士課程修了。

## 研究テーマ
- 適切な森林管理のための政策的手段
- 森林・林業関係者と市民の連携による新しい森林管理
- 木材需要促進による林業・林産業振興
- 過疎地域・農山村地域の活性化問題－過疎・少子高齢化と地域コミュニティーの変化－
- 山村地域における資源管理と土地利用の変遷と地域活力
- 中国農村の開発問題

## 所属学会
- 日本林学会
- 林業経済学会
- 地域農林経済学会
- 森林計画学会
- 農村計画学会